# Sinan

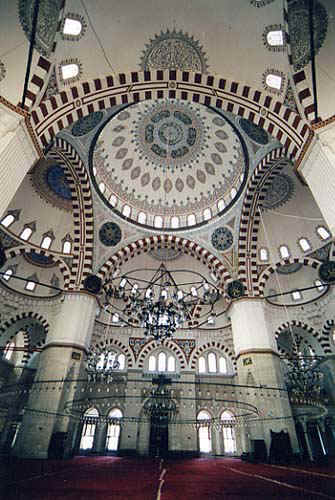
em Istambul, uma das primeira grandes obras de Sinan

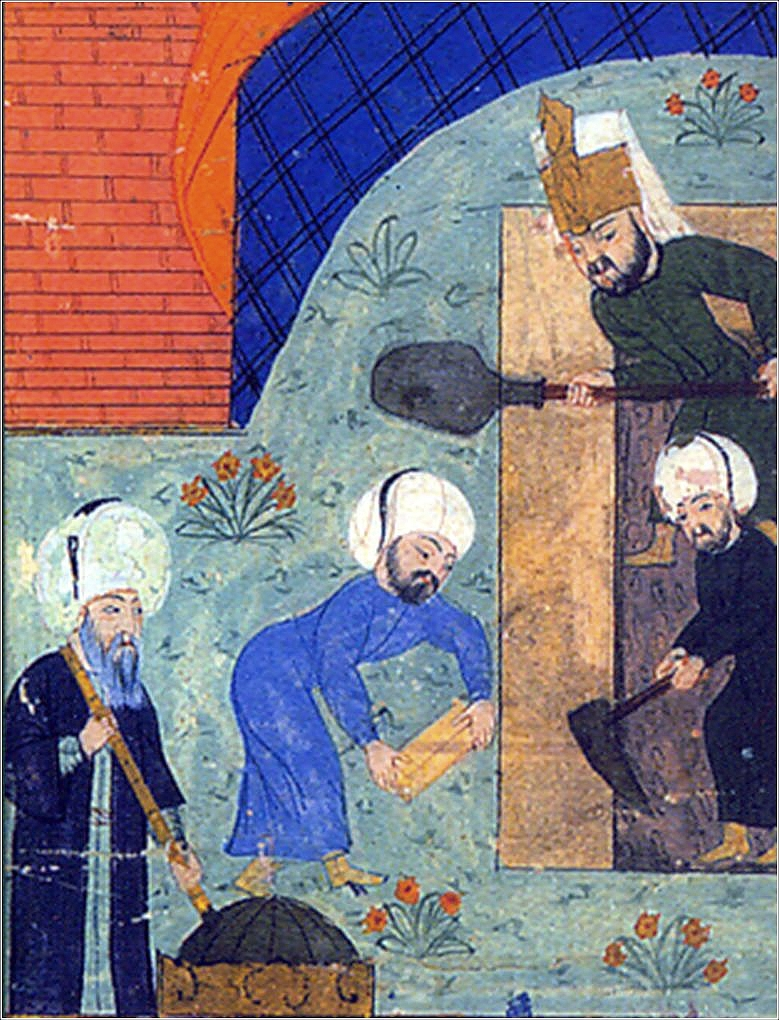
Detalhe que possivelmente representa Sinan (esquerda) preparando a sepultura do sultão Solimão, o Magnífico

Koca Mi'mâr Sinân Âğâ (em turco otomano: قوجو معمار سنان آغا; em turco moderno: Mimar Sinan; Ağırnas, c. 1488–1490 – Istambul, 17 de julho de 1588) foi o arquitecto dos sultões otomanos: Selim I, Solimão, o Magnífico, Selim II e Murade III. A sua obra mais relevante é a Mesquita de Selim em Edirne, apesar de possivelmente a sua obra mais famosa ser a Mesquita de Solimão em Istambul.
Chefiou um extenso departamento governamental e treinou muitos assistentes que, por sua vez, distinguiram-se, incluindo Sedefhar Mehmet Aga, arquitecto da Mesquita Azul. É considerado o maior arquitecto do período clássico da arquitetura otomana e tem sido comparado a Michelangelo, seu contemporâneo no Ocidente. Michelangelo e seus planos para a Basílica de São Pedro em Roma eram bem conhecidos em Constantinopla, pois Leonardo da Vinci e ele tinham sido convidados, em 1502 e 1505, respectivamente, pela Sublime Porta a apresentar planos para uma ponte sobre o Corno de Ouro.
Sinan nasceu numa família ortodoxa cristã que provavelmente era capadócia grega ou talvez arménia, das imediações de Caiseri, na Capadócia. Em 1511 foi forçado a alistar-se ao serviço do Império Otomano como recruta de devşirme em Istambul e serviu ao grão-vizir Pargalı İbrahim Paxá como novato da escola palaciana. Três anos mais tarde, como arquitecto e engenheiro, fez parte das campanhas militares de Selim I no Ocidente. Quando o exército otomano conquistou a o Cairo, Sinan foi promovido a arquitecto-chefe e deram-lhe o privilégio de construir um edifício por cada cidade conquistada. Também foi comandante de uma companhia de infantaria, mas, por sua vontade, foi transferido para o comando de uma companhia de artilharia. Durante a campanha na Pérsia, desenhou embarcações para a travessia do lago de Vã. Por este feito foi-lhe dado o título de Haseki'i (sargento-de-armas) no corpo de guarda do sultão.
O primeiro grande projeto de Sinan foi a Mesquita de Şehzade em 1548. Começou a construção da Mesquita de Solimão (Süleymaniye) em 1550, que foi terminada em 1557. Entre as muitas mesquitas que desenhou, inclui-se a de Tekkiye em Damasco.
Faleceu em 1588 e foi sepultado num túmulo no exterior da Mesquita Süleymaniye. Também foi homenageado com a atribuição do seu nome a uma cratera em Mercúrio.

## Primeiros anos
Segundo o biógrafo contemporâneo Mustafa Sai Çelebi, Sinan nasceu com o nome de José como um cristão armênio ou rume em 1489, numa pequena cidade chamada Ağırnas perto da cidade de Caiseri na Anatólia (como indicado em uma ordenação pelo sultão Selim II. Um argumento que dá credibilidade à sua origem arménia[controverso] é uma carta que escreveu para Selim II, em 1573, pedindo para o sultão poupar sua família do exílio geral da comunidade arménia de Caiseri.
Pouco se sabe do seu contexto familiar, além do fato de que seu pai era um canteiro e carpinteiro e Sinan (José) cresceu ajudando-o nessas tarefas. Há três breves anotações na biblioteca do Palácio de Topkapı, ditadas por Sinan ao seu amigo Mustafa Sai Çelebi (Texto Anônimo; Obras Arquitetônicas; Livro de Arquitetura). Nestes manuscritos, Sinan divulga alguns detalhes de sua juventude e carreira militar. Segundo esses documentos, Sinan foi filho de "Abdülmenan" (o anônimo de pais cristãos cujos filhos foram convertidos ao islão), mas este nome também é dado como "Abdullah" (عبد الله, que significa servo de Deus em árabe) e "Hristo" (Χρήστος, nome grego comum, que significa Cristo).

## Carreira militar
Em 1512, Sinan foi recrutado para o serviço do Império Otomano via sistema devşirme (recrutamento forçado com conversão compulsória ao islão). Foi para Constantinopla como recruta janízaro e se converteu ao islão. Como tinha mais de 21 anos de idade, não foi admitido na Escola do Enderûn, no Palácio de Topkapı, e em vez disso foi enviado a uma escola de auxiliares. Alguns registros afirmam que ele poderia ter servido o grão-vizir Pargalı İbrahim Paxá como um noviço da Escola İbrahim Paxá. Possivelmente, ele recebeu o nome islâmico Sinan lá. Inicialmente aprendeu carpintaria e matemática, mas através de suas qualidades intelectuais e ambições, ele logo auxiliava arquitectos e começou sua formação como arquitecto.
Durante os seis anos seguintes, também treinou para ser um oficial de janízaros (acemioğlan). Ele possivelmente incorporou-se a Selim I, em sua última campanha militar, em Rodes, de acordo com algumas fontes, mas quando o sultão morreu, este projeto acabou. Dois anos mais tarde, assistiu à conquista de Belgrado, tendo estado presente, como membro da cavalaria, na Batalha de Mohács, liderado pelo novo sultão Solimão, o Magnífico. Foi promovido a capitão da Guarda Real e em seguida recebeu o comando do Corpo de Cadetes de Infantaria. Mais tarde foi destacado para a Áustria, onde comandou a Orta (batalhão) 62 do Corpo de Rifles. Se tornou um mestre do tiro com arco, ao mesmo tempo que como um arquitecto aprendia os pontos fracos das estruturas quando as atacava. Em 1535 ele participou da campanha de Bagdade como um oficial comandante da Guarda Real. Em 1537 ele partiu em expedição a Corfu e Apúlia e, finalmente, Moldávia.
Durante todas estas campanhas ele tinha se mostrado um engenheiro formado e um arquitecto capaz. Quando o exército otomano capturou o Cairo, Sinan foi promovido a arquitecto-chefe e foi-lhe dado o privilégio de derrubar qualquer edifício na cidade capturada que não estavam de acordo com o plano da cidade.[carece de fontes?] Durante a campanha no Oriente, ajudou na construção de fortificações e pontes, como uma ponte no rio Danúbio. Converteu igrejas em mesquitas. Durante a campanha da Pérsia em 1535 construiu navios para o exército e a artilharia para atravessar o lago de Vã. Por isso recebeu o título Haseki'i (sargento-em-armas), no corpo da guarda do sultão, um posto equivalente ao do Ağa janízaro.
Quando Çelebi Lütfi Paxá se tornou grão-vizir em 1539, indicou Sinan, que já havia servido sob o seu comando, Arquitecto da Morada da Felicidade (outro nome para Constantinopla). Este foi o início de uma carreira notável. Era sua tarefa inspecionar as construções e os fluxos de entregas dentro do Império Otomano. Também era responsável pela concepção e construção de obras públicas, como estradas, redes de água e pontes. No decorrer dos anos, transformou seu gabinete em Arquitecto do Império, um departamento governamental elaborado, com mais poderes do que o seu ministro supervisor. Tornou-se o chefe do Corpo de Arquitectos da Corte, educando uma equipe de assistentes, adjuntos e alunos.

## Obras de Sinan
| - 84 mesquitas grandes (camii) - 57 universidades - 52 mesquitas pequenas (mesçit) - 41 banhos públicos (hamam) - 35 palácios (saray) |  | - 22 mausoléus (türbe) - 20 caravançarais (kervansaray; han) - 17 cozinhas públicas (imaret) - 8 pontes - 8 armazéns |  | - 7 escolas islâmicas medrese) - 6 aquedutos - 3 hospitais (darüşşifa) |